# Gutter Island
Gutter Island Garage Rock Festival er en dansk musikfestival, der præsenterer en lang række nationale og internationale bands og artister inden for garagerock-genren. Festivalen løber af stablen hvert andet år (lige år) ved Masnedøfortet på den lille ø Masnedø ved Vordingborg. Festivalen løber over tre dage i august. 
Festivalen organiseres af foreningen Gutter Island, hvis formål er at sprede viden om og skabe større forståelse for garagerocken og de omgivende genrer. Foreningen er non-profit og samler en lang række frivillige kræfter, der både arrangerer koncerter, events og festivaler. Det regionale spillested Stars er medarrangør af festivalen.
På festivalen spiller både danske og udenlandske bands. Bl.a. har Baby Woodrose (DK), Powersolo (DK), Spids Nøgenhat (DK), The Flaming Sideburns (FI), The Hives (S) og New Bomb Turks (USA) optrådt.

## Historie
Gutter Island Garagerock Festival blev grundlagt i år 2000, to år efter den danske hær forladt Masnedøfortet. Vordingborg Kommune havde afsat midler til kulturprojekter, og kommunens Teaterfestival anvendte kun støtten hvert andet år, og dermed var der midler til overs i de mellemliggende år. Den daværende leder af det regionale spillested Stars, Jakob Brixvold, fik sat gang i projektet med garagerock på Masnedøfortet og camping på området omkring. I juli 2000 blev Gutter Island Garagerock Festival en realitet, hvor 20 artister optrådte og 250 gæster deltog. Siden er festivalen vokset; festivalens varighed øget fra to til tre dage og billet-udbuddet er gået fra 250 til at runde 1000.
I 2019 modtog festivalen Vordingborg Kommunes Kulturpris.
En del af konceptet ved festivalen er, at der ikke er særskilt backstage-område til de optrædende, og de camperer derfor ofte sammen med publikum.

## Optrædende

### 2000
New Bomb Turks, Powersolo, The Hives, Demons, The Royal Beat Conspiracy, The Tremolo Beer Gut
 Tekst mangler, hjælp os med at skrive teksten

### 2004
Baby Woodrose, Bob Log III, Captain Murphy, Ricochets, The Flaming Sideburns, The Untamed

### 2014
Spids Nøgenhat, Baby In Vain, Powersolo, Narcosatanicos og Horny Hank and his Honky Handiman-men.

### 2016
The Ringo Jets, Hard Action, Atomic Suplex, The Ringo Jets, Hard Action

### 2018
Amyl and The Sniffers, Archie and The Bunkers, Cosmic Wings, Demons, Electric Eel Shock, Eskiz, Fezz, For The Love Of Ivy, Gogo Loco, Guadalupe Plata, Jim Jones & The Rightious Mind, King Salami and The Cumberland 3, The Barbwires, The Cavemen, The Dahmers, The Lords Of Altamont, The Picturebooks

### 2020
Aflyst grundet coronaviruspandemien.
The Woggles, Here Hare Here, The Courettes, Skinny Violet, Grindhouse, Hola Ghost & The Haunted Horns, Big Mess, Mother Superior

### 2021
Aflyst grundet coronavicruspandemien.

### 2022
The Orgelheimers, Honningbarna

### 2024
The Darts, The Concrete Boys, The Devils, The Molotovs, The Woggles, Big Mess, De Høje Hæle, Dead Racoon Riot, Gorrilla Angreb, Imperial Shark, The Preachers, The Sha-La-Lee's, Nix & The Nothings, Hot Laundry, Eduardo Martinez & The Live Desires, C.O.F.F.I.N., Weird Omen, Square Heads, Freddy Fischer, Goblin Shark, The Robots, Baby Jesus, The Coffinshakers, Lancy Lee, 